# Reñihue
Reñihué es un fundo y localidad que se encuentran ubicados actualmente al interior del Parque Pumalín, junto al río Reñihué, en la comuna de Chaitén, Provincia de Palena, Región de Los Lagos, Chile.
Reñihué, se encuentra próximo a la Ruta-7 conocida como Carretera Austral y a la localidad de Caleta Gonzalo y Caleta Fiordo Largo ambos ubicados en el Fiordo Reñihue. Esta localidad forma parte integrante del Parque Pumalín.

## Historia
El Fundo Reñihué fue adquirido el año 1991 por los norteamericanos Kris y Douglas Tompkins y constituyó el primer proyecto de conservación de este parque privado, el cual comenzó con 17.000 hectáreas de bosque nativo, posteriormente, se adquirió la propiedad de 185.000 hectáreas del Fundo Pumalín que colindaban tanto al norte como al sur del Fundo Reñihué.
En 2018 el Fundo Reñihué, de 700 hectáreas, fue adquirido por el también norteamericano Charlie Clark, quién en el año 2020 creó la Fundación Reñihué Nature Conservancy, organización que trabaja desde la ciencia y la comunicación para conservar la biodiversidad de Reñihué.

## Turismo
En sus proximidades se encuentra la localidad de Caleta Gonzalo que es un punto obligado para quienes recorren la Carretera Austral por vía terrestre. 
Este forma parte del Parque Pumalín, existen senderos que pueden ser visitados, sin embargo se requiere solicitar permiso previo.

## Accesibilidad y transporte
Su acceso se realiza a través de Caleta Gonzalo, Caleta Fiordo Largo o desde Pillán. 
Esta localidad rural cuenta con el Aeródromo Reñihué. que permite su conectividad aérea con el resto del país.